# Ataque con misiles de Vizcatán de 2024
El ataque con misiles de Vizcatán ocurrió el 15 de abril de 2024 por parte de las Fuerzas Armadas del Perú contra puestos claves del Militarizado Partido Comunista del Perú (MPCP) en el VRAEM. El ataque buscó acabar al insurgente Víctor Quispe Palomino (apodado Camarada José), líder de la guerrilla comunista heredera de Sendero Luminoso.

## Descripción
El ataque se inició a las 3:00 a. m. (hora peruana) desde el aeropuerto militar Hatum Rumi en Pichari, con el lanzamiento de una serie de misiles dirigidos al sector de Pantano Alto en Vizcatán, considerado por la inteligencia peruana un sitio habitado por miembros del MCMP incluyendo al mismo Quispe Palomino.
Más tarde se registraron combates y enfrentamientos como represalia por parte de senderistas y narcotraficantes, que trajeron como consecuencia la muerte de un técnico de la marina de Guerra, y dos heridos del ejército.
El Comando Conjunto de las Fuerzas Armadas del Perú confirmó la situación de las víctimas, a la vez que anunció que el Camarada José habría resultado herido tras los bombardeos. 

## Reacciones
El influente político y exministro de Defensa José Luis Gavidia informó que «estamos prácticamente en el lugar, en la guarida donde está José. Hemos llegado al mismo campamento de él, de otros mandos. Las operaciones continúan en forma permanente y sostenida».
El primer ministro Gustavo Adrianzén expresó «toda mi solidaridad a la familia y compañeros de armas de Tiburcio Espinoza (apellido del marino fallecido), quien entregó su vida defendiendo el Perú y luchando contra los remanentes terroristas en el VRAEM». El congresista conservador Alejandro Muñante también mostró sus condolencias a la familia respectiva.
Jaime Antezana, experto en temas de terrorismo, cuestionó la efectividad de la operación al afirmar que «simplemente han lanzado una operación a las 3 de la mañana (...) están disparando bombas invisibles a la nada, porque las bombas invisibles tú puedes dispararlas a donde quieras, pero cuando no tienes Inteligencia, fracasa, y aunque lo tuvieras, el sonido de los helicópteros, de 10 a 15 minutos antes, hace que cualquiera de (los objetivos) ya estén a más de 2 kilómetros de distancia del punto donde ellos estaban. Por eso están condenados al fracaso».